# IMSAI 8080
Imsai 8080 var en mikrodator som lanserades i slutet av år 1975. Den baserades på Intel 8080 (senare modeller med 8085) och S-100-buss och var en klon av konkurrenten MITS Altair 8800. IMSAI betraktas som den första klonen av en mikrodator. IMSAI-datorn använde en modifierad version av operativsystemet CP/M med namnet IMDOS. Datorn utvecklades, tillverkades och såldes av MS Associates, Inc. (senare namnändrat till IMSAI Manufacturing Corp). Mellan 17 000 och 20 000 datorer tillverkades mellan 1975-1978.

## Historia
I maj 1972 startade William Millard företaget IMS Associates (IMS), med inriktningen mot datakonsultation och utveckling. 1973 ombildade Millard företaget till ett aktiebolag då han lyckades teckna ett antal mjukvarukontrakt som säkrade finansieringen av bolaget. IMS är en förkortning för "Information Management Services".
År 1974 kontaktades IMS av en kund som ville ha en typ av arbetsstation som kunde hålla reda på ordrar för General Motors bilförsäljare. IMS började planera på ett system som innehöll terminal, liten mikrodator, skrivare och en speciellt utvecklad mjukvara. Fem arbetsstationer delade på en hårddisk styrd av en egen mikrodator. Så småningom stoppades produktutvecklingen.
Intel hade precis lanserat sin nya mikroprocessor 8080, jämfört med 4004 och 8008 som IMS först hade tittat på, liknade denna processor en "riktig dator". Fullskalig utveckling av IMSAI 8080 startades där man använde Altair 8800's S-100 buss. I oktober 1975 annonserades datorn i tidningen Popular Electronics. Annonsen fick stort genomslag.
IMS levererade den första byggsatsen av IMSAI 8080 den 16 december 1975 innan man övergick till monterade enheter. 1976 namnändrades företaget till IMSAI Manufacturing Corporation då de nu var i tillverkningsindustrin.
I oktober 1979 gick IMSAI i konkurs. Deras allt-i-ett VDP-dator sålde dåligt och kunde inte konkurrera med TRS-80, Commodore PET och Apple II. Varumärket 'IMSAI' förvärvades av Thomas Fischer och Nancy Freitas (tidigare anställda på IMS Associates), som under en avdelning till Fischer-Freitas Co. fortsatte tillverkningen av datorn under namnet IMSAI. Underhåll för de tidigare sålda IMSAI-datorerna togs också över.
Varumärket IMSAI registrerades 17 januari 1980 Rättigheten till ordet IMSAI upphörde 6 april 2004 då Thomas Fischer inte skickade in de nödvändiga dokumenten för förnyelse.
Replikor av IMSAI 8080 har tillverkats,
tack vare lagligheten att kopiera hårdvarudesigner vilket gör att amatörteknofiler skapar bakåtkompatibla datorer med retroutseende.
 Färgsschemat överensstämmer med IMS projekt "Hypercube" från 1973, men vissa enheter såsom diskettstationen emuleras.

## VDP-serien
I mitten på 1977 presenterades IMSAI sin VDP-serie, baserad på Intel 8085. Enligt produktbeskrivningen, från januari 1978, lanserades ett flertal olika modeller, med 32 kB eller 64 kB minne, en 9" (VDP4x-modell) eller 12" (VDP8x-modell) bildskärm. Till exempel var VDP-40 var utrustad två 5-1/4" diskettenheter, en 9" 40-teckens bildskärm, 2 kB maskinkodsmonitor och seriell IN/UT-port. Det inbyggda tangentbordet använde sig av en 8035 mikroprocessor. Videokortet, VIO-C, var försett med 2 kB mjukvara i ROM, 2 kB teckengenerator med 256 teckentabell och 2 kB videominne.
I januari 1978 kostade VDP80/1050 10 920 dollar och en VDP-40/64 betingade ett pris om 7 466 dollar.

## Bildgalleri

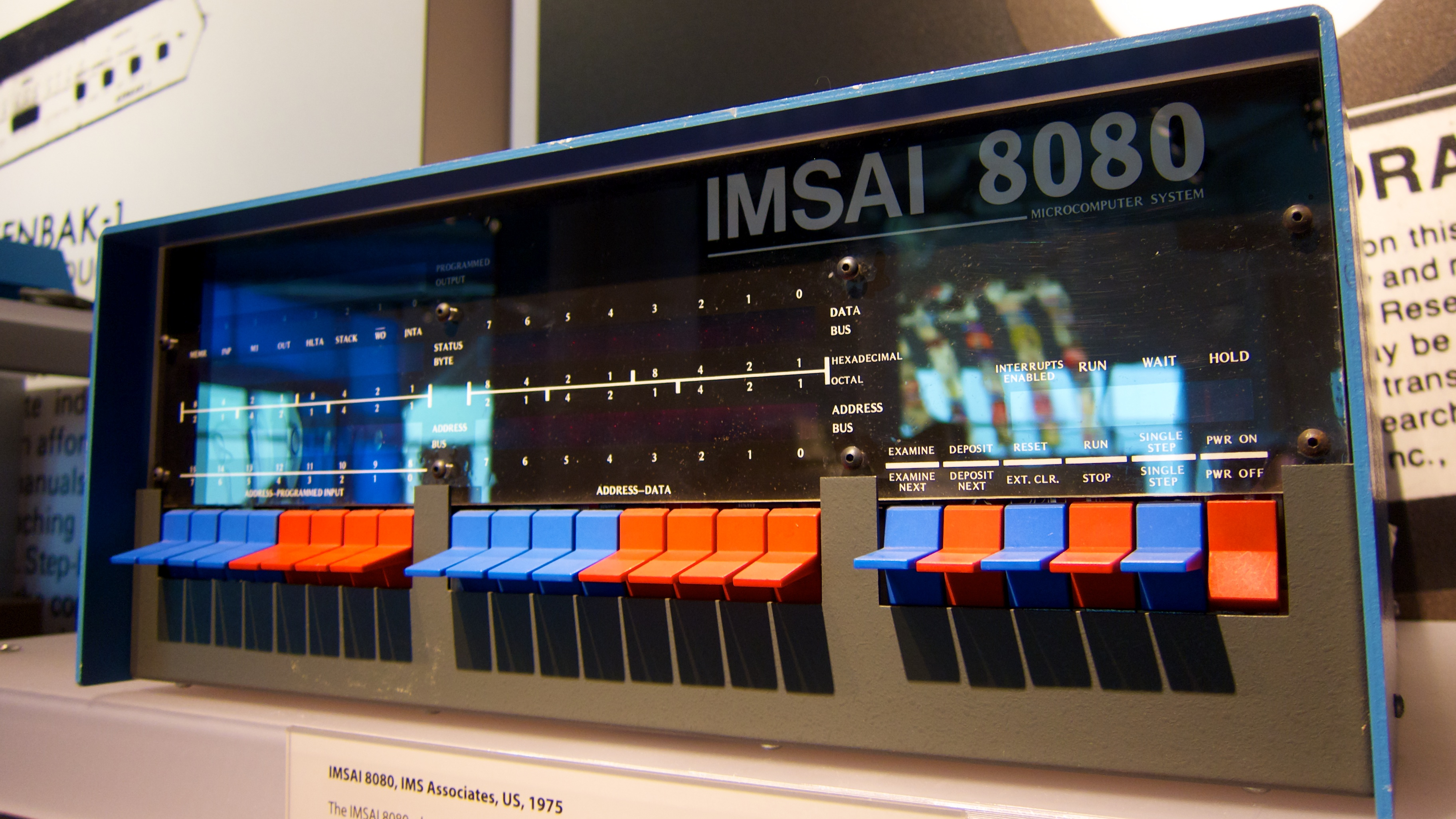
IMSAI 8080 frontpanel
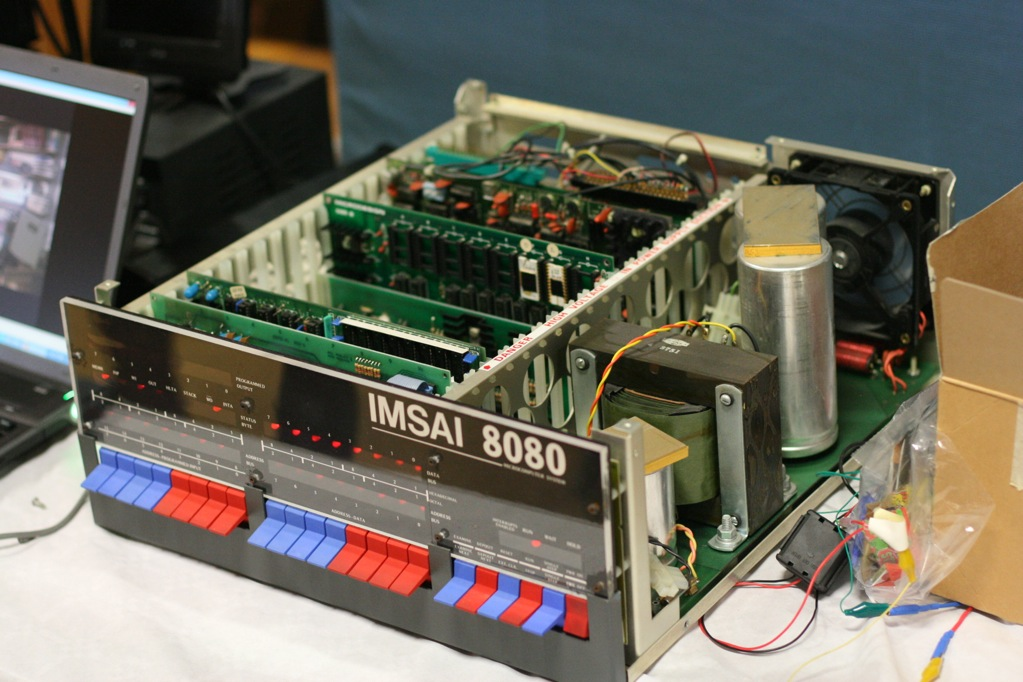
Insidan av en IMSAI 8080. Transformatorn sitter till höger.
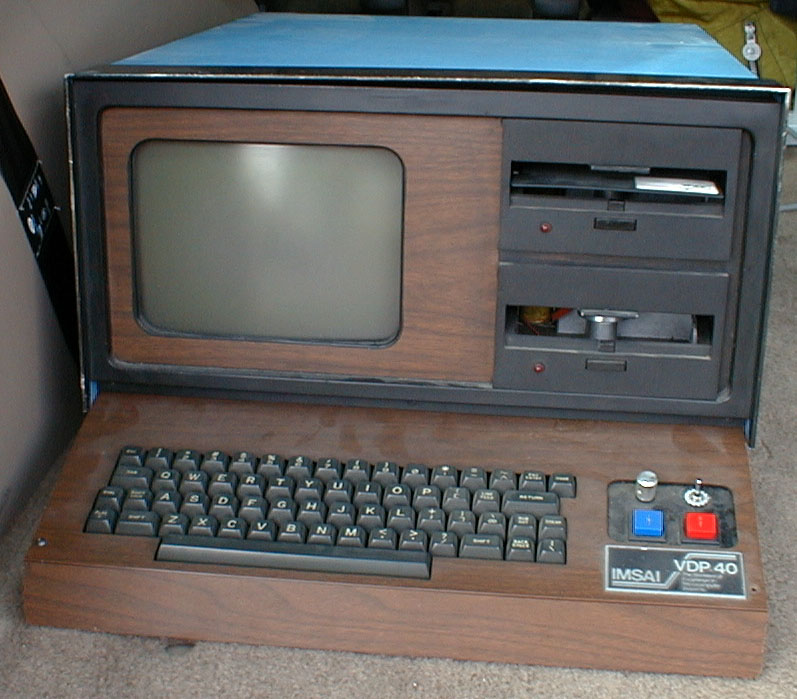
IMSAI VDP-40 bordsdator från 1977-1979. Intel 8085, 32/64 kB RAM, 2× diskettenheter 80/160 kB, S-100 bus. 2 kB maskinkodsmonitor, 2 kB Video-ROM
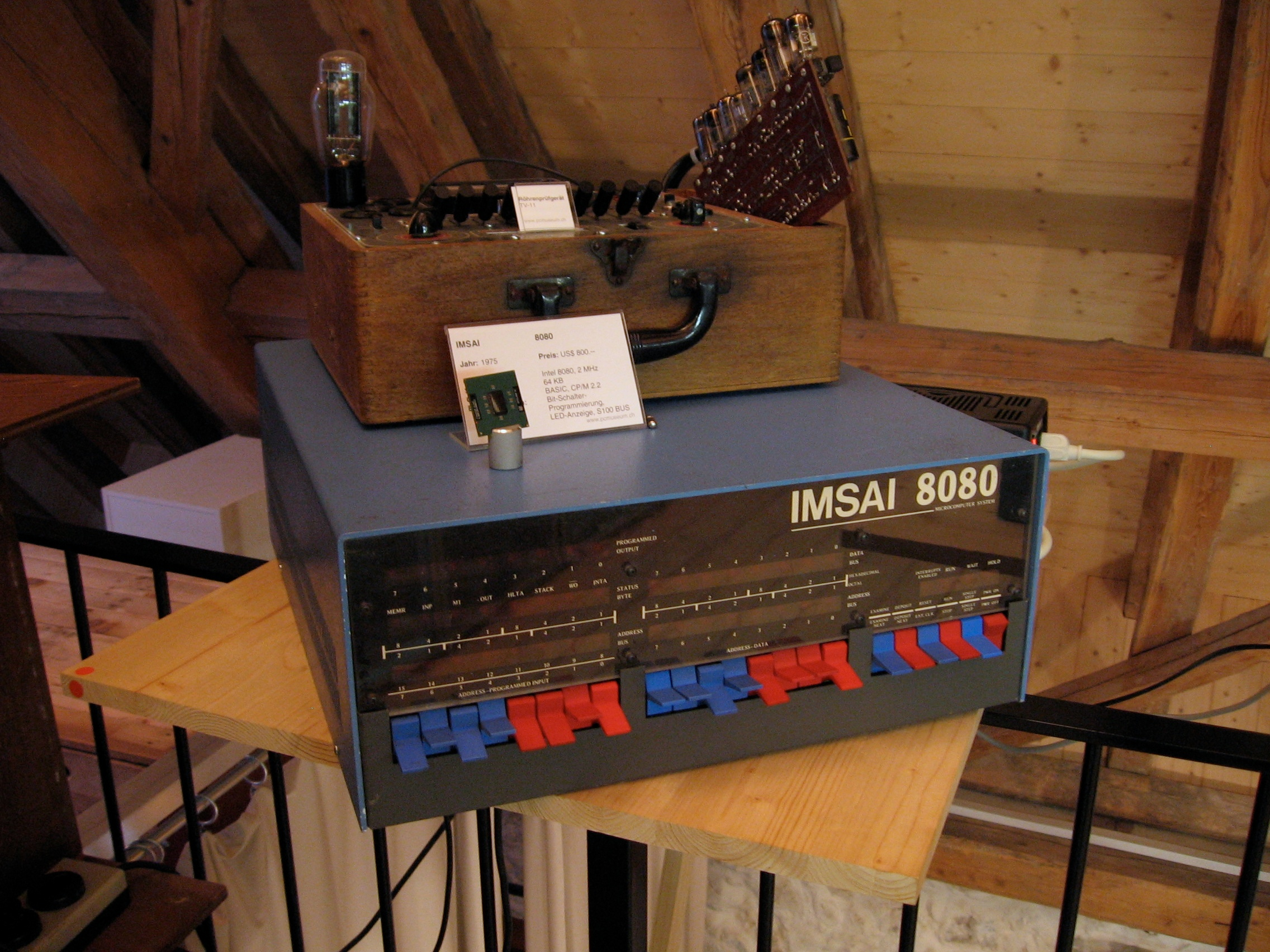
IMSAI 8080
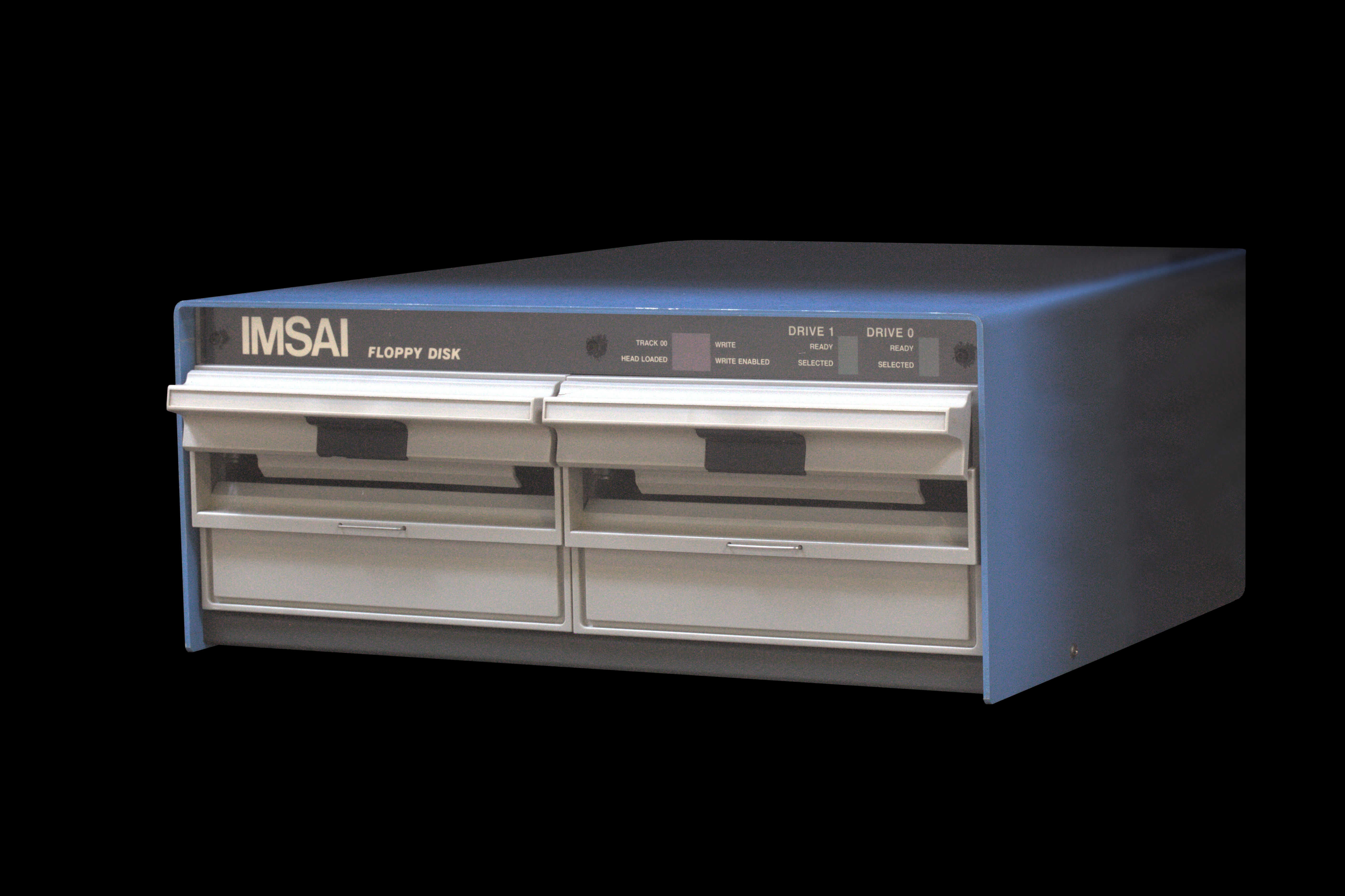
Diskenhet